# Lucien Éloi Bellando de Castro
Lucien Bellando de Castro (Monaco, 1er décembre 1824 – Monaco, 3 décembre 1923) est un militaire monégasque. Aide de camp des princes Charles III et Albert Ier. Il est doyen des Monégasques à sa mort en 1923 à l'âge de 99 ans.

## Biographie
Né le 1er décembre 1824 à Monaco, fils d'Antoine Bellando de Castro et Marie-Théodore Aillaud de Sausses, Lucien Eloi Bellando de Castro est issu d'une famille monégasque établie à Monaco[réf. nécessaire] depuis le XVIe siècle. Suivant l'exemple de son père, Lucien Eloi Bellando de Castro a entamé dès 1845 une longue carrière militaire l'amenant à servir successivement les princes Florestan Ier, Charles III, Albert Ier et  Louis II.

### Carrière militaire
Entré au service du prince Florestan Ier le 20 novembre 1845 comme sous-lieutenant des Carabiniers du Prince, Lucien Éloi Bellando de Castro est promu lieutenant de la Garde nationale le 16 janvier 1849 puis lieutenant des Carabiniers du Prince chargé de la surveillance de l'artillerie le 22 janvier 1851.
Le 30 décembre 1852 il est nommé officier d’ordonnance du prince Florestan Ier au grade de capitaine. C'est à ce titre qu'il accompagna le 6 avril 1854 le duc de Valentinois (futur Prince Charles III de Monaco) à Menton où ils furent tous deux arrêtés par les carabiniers sardes qui occupaient alors la frange de la principauté de Monaco qui se trouvait sous protectorat sarde. Maintenu plusieurs jours en détention à la citadelle de Villefranche aux côtés du Prince Héréditaire Charles, il fut libéré après intervention des Chancelleries européennes auprès des autorités sardes.
Lucien Éloi Bellando de Castro fut par la suite promu capitaine d’état-major et aide de camp du prince Charles III en 1856, chef d'escadron d’état-major en 1861, lieutenant-colonel le 7 décembre 1873 et colonel le 15 mai 1896.

### Fonctions civiles
En parallèle de sa carrière militaire, Lucien Eloi Bellando de Castro sera amené à occuper l'intérim des fonctions de Secrétaire Général du Gouvernement à partir du 6 aout 1874 en remplacement d'Henri de Payan, et sera nommé membre du Conseil Supérieur de Gouvernement le 16 juillet 1909.  
À la mort de son père en 1877, et en remplacement de celui-ci, Lucien Eloi Bellando de Castro est nommé membre du Conseil de fabrique et Marguillier de la Cathédrale de Monaco et sera reconduit dans ces charges cultuelles jusqu'en 1912.
Le 27 novembre 1920, Lucien Eloi Bellando de Castro est nommé Chancelier de l'ordre de Saint-Charles. Fonction qu'il occupa jusqu'à sa mort le 3 décembre 1923.

## Distinctions

### Décorations
- Chevalier de l'ordre de Saint-Charles (1858)
- Chevalier de l'Ordre de Charles III d'Espagne (1861)
- Commandeur du Nichan Iftikhar (1865)
- Officier de l'ordre de Saint-Charles (1869)
- Grand Officier du Nichan Iftikhar (1874)
- Commandeur de l'Ordre de l'Epée (1894)
- Commandeur de l'ordre de Saint-Charles (1896)
- Officier de l'Ordre national de la Légion d'Honneur (1897)
- Commandeur de l'Ordre national de la Légion d'Honneur (1909)
- Grand Officier de l'ordre de Saint-Charles (1911)
- Grand Croix de l'ordre de Saint-Charles (1922)

### Changement patronymique
Le 20 février 1872 Lucien Eloi Bellando se voit autoriser par Ordonnance Souveraine du Prince Charles III à apposer à son patronyme celui de de Castro issu d'une alliance remontant au XVIIe siècle avec une famille ibérique établie sur Monaco du temps du protectorat espagnol instauré à la suite des traités de Burgos et de  Tordesillas.

### Hommage
Le 22 mai 1933, à la suggestion de Paul Marquet, la Délégation Spéciale communale désirant honorer la mémoire du Colonel Lucien Eloi Bellando de Castro, présente au Maire de Monaco Louis Aureglia, la résolution de changer le nom de la rue du Tribunal (menant du parvis de la Cathédrale à la Place du Palais) en rue Colonel Bellando de Castro. Cette résolution adoptée, les plaques de la rue Colonel Bellando de Castro sont inaugurées le 20 mars 1934 en présence des trois[réf. nécessaire] fils du Colonel.

## Famille

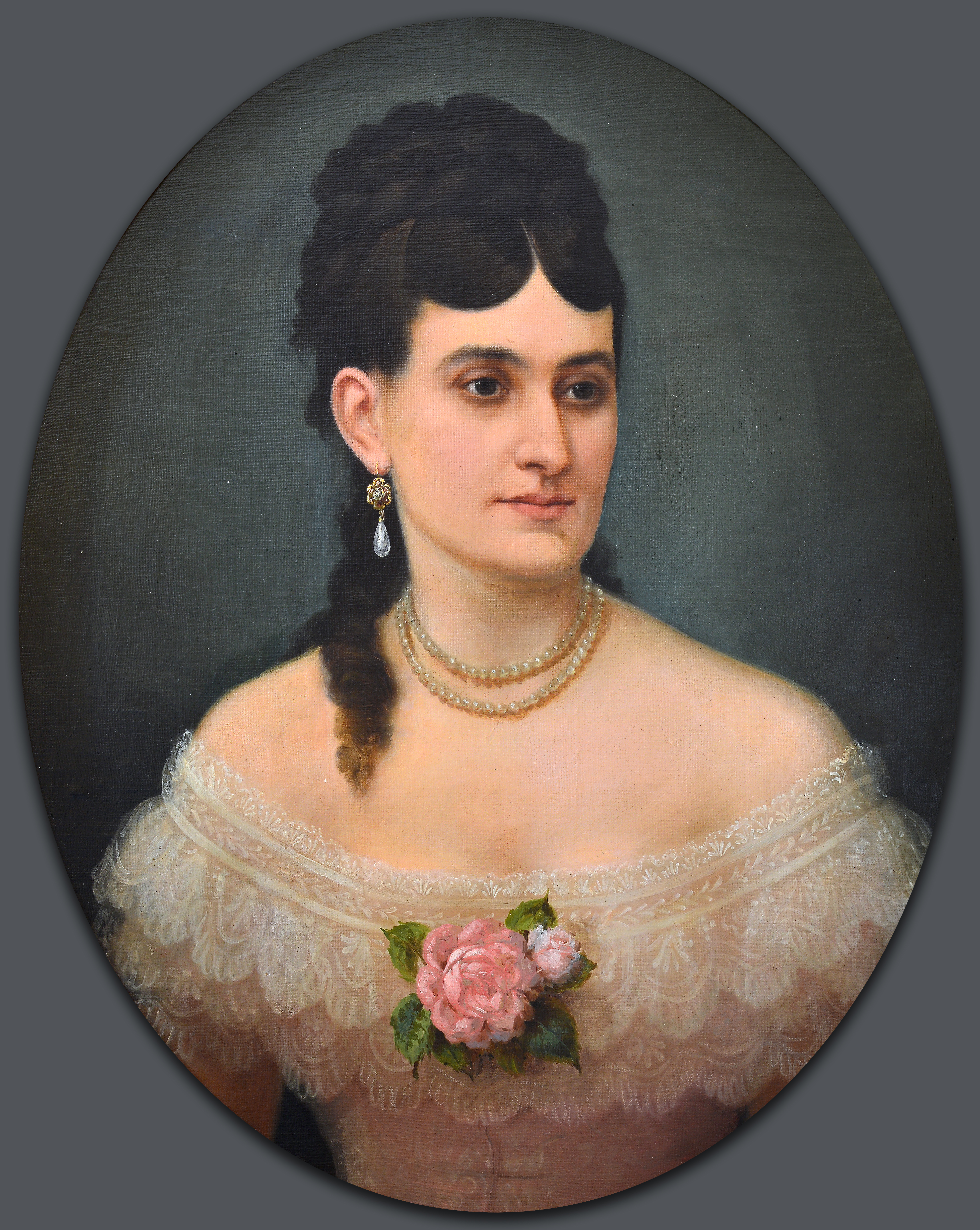
Anne Bogner ép. Bellando de Castro (1839-1915)

Son père Antoine Bellando de Castro, engagé volontaire au 102e régiment d'infanterie de ligne le 18 octobre 1807 participe aux campagnes napoléoniennes de 1807 à 1809 auprès de l'Armée de Naples, de 1810 à 1811 sur les côtes de Gênes, de 1812 à 1813 auprès de la Grande Armée, en 1814 et 1815 en France. À son retour à Monaco en 1815, il rentre au service d'Honoré IV et sera nommé le 8 décembre 1817 Capitaine de la Compagnie des Carabiniers du Prince nouvellement créée. Promu lieutenant-colonel le 5 mars 1838, il exercera l'intérim des fonctions de Gouverneur Général de la Principauté de Monaco de 1847 à 1855.
Son frère Théophile Bellando de Castro, notaire à Monaco, composa en marge des troubles séditieux de Menton et Roquebrune un chant patriotique adopté des années plus tard comme Hymne monégasque.
Le 14 septembre 1864 Lucien Eloi Bellando de Castro épouse Anna Josépha Bogner, dame d'Honneur de la Princesse Antoinette de Mérode-Westerloo, originaire du Grand-duché de Bade. De cette union sont nés trois fils :
- Lucien Bellando de Castro (1867-1954), Magistrat, Conseiller d'État, Président du Comité des Traditions Monégasques.

- Louis Bellando de Castro (1870-1964) Conseiller de Gouvernement pour les Finances, Président du Conseil d'Administration de la Société des bains de mer.

- Charles Bellando de Castro (1878-1960) Conseiller de Gouvernement pour les Travaux Publics, Président du Comité olympique monégasque[13], Président du  Conseil national de Monaco[14].